# Odyssey Through O2
Odyssey Through O2 Jean-Michel Jarre második remixalbuma. Az Oxygène 7-13 album számait remixelte: Apollo Four Forty, Claude Monnet, DJ Cam, Hani, Loop Guru, Sunday Club, Takkyu Ishino, Tetsuya Komuro. A lemezen megtalálható a Rendez-vous '98 egyik remixe is. Ennek a lemeznek a legtöbb számát előadták, az 1998-as labdarúgó-világbajnokság záróakkordjaként rendezett Électronique nuit koncerten Tetsuya 'TK' Komuro, az Apollo 440, Resistance D, DJ Cam társaságában.
A CD lemez tartalmaz egy programot is, a JArKaos-t, melynek segítségével beépített képekkel és effektusokkal a zenékre grafikus videóklipet lehet szerkeszteni a billentyűk segítségével.

## Számlista
1. Odyssey Overture 	0:53
2. Oxygene 10 (Transcengenics) 	4:01
3. Oxygene 7 (DJ Cam Remix) 	4:22
4. Oxygene 8 (Hani's Oxygene 303) 	4:19
5. Oxygene 8 (Hani's Oxygene 303 Reprise) 	2:31
6. Odyssey Phase 2 	0:32
7. Oxygene 10 (Resistance D Treatment) 	6:43
8. Oxygene 8 (Transmix) 	3:42
9. Oxygene 8 (Sunday Club) 	7:32
10. Oxygene 10 (@440 Remix Dub) 	5:47
11. Odyssey Phase 3 	0:14
12. Oxygene 11 (Remix) 	0:55
13. Oxygene 12 (Claude Monnet Remix) 	5:15
14. Oxygene 8 (Takkyu Ishino Extended Mix) 	4:21
15. Odyssey Finale 	1:48
16. Rendez-Vous 98 (@440 Remix) 	7:14
17. Oxygene 13 (TK Remix) 	5:36